# Мордовские Полянки (Краснослободский район)
Мордовские Полянки — село Краснослободского района Республики Мордовия в составе Старорябкинского сельского поселения. 

## География
Находится на расстоянии примерно 14 километров по прямой на юго-восток от районного центра города Краснослободск.

## История
Известно с 1773 года. В 1869 году оно было учтено как казенная деревня Краснослободского уезда из 42 дворов, альтернативные названия Жидовка и Жилые Полянки.

## Население
Постоянное население составляло 115 человек (мордва-мокша 97%) в 2002 году, 107 в 2010 году .